# Mérida (Meksiko)
 Ovo je glavno značenje pojma Mérida (Meksiko). Za druga značenja pogledajte Mérida.
Mérida je glavni grad meksičke savezne države Yucatán i najvažniji je grad na jugoistoku Meksika. Nalazi se oko 50 km od Meksičkog zaljeva. Prema popisu iz 2005. godine grad ima 734,153 stanovnika, a zajedno sa svojim metropolitanskim područjem ima 839,242 stanovnika. 